# Rogier Wassen
Rogier Wassen (* 9. August 1976 in Roermond) ist ein ehemaliger niederländischer Tennisspieler.

## Karriere
Wassen erreichte mit Rang 24 am 10. September 2007 seine beste Platzierung in der Doppel-Weltrangliste. Er gewann im Doppel fünf Titel auf der ATP World Tour, jedoch kein Turnier im Einzel.

## Erfolge
| Legende (Anzahl der Siege)                       |
| Grand Slam                                       |
| Tennis Masters Cup ATP World Tour Finals         |
| ATP Masters Series ATP World Tour Masters 1000   |
| ATP International Series Gold ATP World Tour 500 |
| ATP International Series ATP World Tour 250 (5)  |
| ATP Challenger Tour (23)                         |

| Titel nach Belag |
| Hartplatz (3)    |
| Sand (1)         |
| Rasen (1)        |
| Teppich (0)      |

### Einzel

#### Turniersiege
| Nr. | Datum             | Turnier         | Belag | Finalgegner  | Ergebnis      |
| --- | ----------------- | --------------- | ----- | ------------ | ------------- |
| 1.  | 29. November 1998 | Toluca de Lerdo | Sand  | Gastón Etlis | 5:7, 6:1, 6:4 |

### Doppel

#### Turniersiege

##### ATP World Tour
| Nr. | Datum              | Turnier          | Belag         | Partner          | Finalgegner                     | Ergebnis           |
| --- | ------------------ | ---------------- | ------------- | ---------------- | ------------------------------- | ------------------ |
| 1.  | 9. Januar 2006     | Auckland (1)     | Hartplatz     | Andrei Pavel     | Simon Aspelin Todd Perry        | 6:3, 5:7, [10:4]   |
| 2.  | 8. Januar 2007     | Auckland (2)     | Hartplatz     | Jeff Coetzee     | Simon Aspelin Chris Haggard     | 6:79, 6:3, [10:2]  |
| 3.  | 17. Juni 2007      | ’s-Hertogenbosch | Rasen         | Jeff Coetzee     | Martin Damm Leander Paes        | 3:6, 7:65, [12:10] |
| 4.  | 14. Juli 2008      | Amersfoort       | Sand          | František Čermák | Jesse Huta Galung Igor Sijsling | 7:5, 7:5           |
| 5.  | 26. September 2010 | Metz             | Hartplatz (i) | Dustin Brown     | Marcelo Melo Bruno Soares       | 6:3, 6:3           |

##### ATP Challenger Tour
| Nr. | Datum              | Turnier            | Belag         | Partner              | Finalgegner                              | Ergebnis           |
| --- | ------------------ | ------------------ | ------------- | -------------------- | ---------------------------------------- | ------------------ |
| 1.  | 12. Juli 1998      | Oberstaufen        | Sand          | Nuno Marques         | Omar Camporese Dušan Vemić               | 7:6, 7:6           |
| 2.  | 7. Oktober 2001    | Buxoro             | Hartplatz     | Aisam-ul-Haq Qureshi | Alexei Kedrjuk Aljaksandr Schwez         | 6:2, 6:4           |
| 3.  | 21. Oktober 2001   | Quito              | Sand          | Ricardo Schlachter   | Hugo Armando Diego del Río               | 6:7, 6:4, 7:6      |
| 4.  | 28. September 2002 | Samarqand          | Sand          | Federico Browne      | Vadim Kutsenko Oleg Ogorodov             | 3:6, 7:6, 7:6      |
| 5.  | 5. Januar 2003     | São Paulo          | Hartplatz     | Federico Browne      | Ignacio Hirigoyen Andy Ram               | 7:6, 7:6           |
| 6.  | 16. März 2003      | Burnie             | Hartplatz     | Federico Browne      | Raphael Durek Alun Jones                 | 1:6, 6:3, 6:2      |
| 7.  | 29. Juni 2003      | Reggio nell’Emilia | Sand          | Joseph Sirianni      | Alessio di Mauro Vincenzo Santopadre     | 6:4, 6:4           |
| 8.  | 6. Juli 2003       | Montauban          | Sand          | Fred Hemmes          | Juan Pablo Guzmán Ignacio Hirigoyen      | 6:4, 6:4           |
| 9.  | 24. August 2003    | Mönchengladbach    | Sand          | Irakli Labadse       | Karsten Braasch Franz Stauder            | 6:74, 6:2, 6:2     |
| 10. | 7. September 2003  | Brașov             | Sand          | Alexander Peya       | Leonardo Azzaro Stefano Galvani          | 6:2, 6:4           |
| 11. | 19. Oktober 2003   | La Réunion         | Hartplatz     | Federico Browne      | Fred Hemmes Peter Wessels                | 6:1, 6:74, 6:3     |
| 12. | 7. März 2004       | Besançon           | Hartplatz (i) | Alexander Waske      | Kenneth Carlsen Gilles Elseneer          | 3:6, 7:5, 6:3      |
| 13. | 11. April 2004     | San Luis Potosí    | Sand          | Tuomas Ketola        | Marcelo Amador Jorge Haro                | 6:2, 6:2           |
| 14. | 28. November 2004  | Groningen          | Hartplatz (i) | Alexander Waske      | Romano Frantzen Floris Kilian            | 6:1, 6:2           |
| 15. | 4. Dezember 2004   | Kisch              | Sand          | Tomas Behrend        | Adam Chadaj Filip Urban                  | 3:6, 6:2, 6:4      |
| 16. | 28. August 2005    | Manerbio           | Sand          | Melle van Gemerden   | Daniel Köllerer Oliver Marach            | 6:3, 6:4           |
| 17. | 22. Oktober 2005   | Southampton        | Hartplatz (i) | Jeff Coetzee         | Travis Parrott Tripp Phillips            | 6:78, 6:4, [10:4]  |
| 18. | 2. April 2006      | Mexiko-Stadt       | Sand          | Tripp Phillips       | Michael Kohlmann Alexander Waske         | 6:74, 6:4, [13:11] |
| 19. | 22. Oktober 2006   | Kolding            | Hartplatz (i) | Jeff Coetzee         | Eric Butorac Travis Parrott              | 4:6, 6:4, [10:5]   |
| 20. | 1. August 2010     | Cordenons          | Sand          | Robin Haase          | Jamie Cerretani Adil Shamasdin           | 7:614, 7:5         |
| 21. | 8. August 2010     | Kitzbühel          | Sand          | Dustin Brown         | Hans Podlipnik-Castillo Max Raditschnigg | 3:6, 7:5, [10:7]   |
| 22. | 19. September 2010 | Stettin            | Sand          | Dustin Brown         | Rameez Junaid Philipp Marx               | 6:4, 7:5           |

#### Finalteilnahmen
| Nr. | Datum            | Turnier    | Belag         | Partner          | Finalgegner                            | Ergebnis           |
| --- | ---------------- | ---------- | ------------- | ---------------- | -------------------------------------- | ------------------ |
| 1.  | 30. Oktober 2005 | Lyon       | Teppich (i)   | Jeff Coetzee     | Michaël Llodra Fabrice Santoro         | 3:6, 1:6           |
| 2.  | 22. Juli 2007    | Amersfoort | Sand          | Robin Haase      | Juan Pablo Brzezicki Juan Pablo Guzmán | 2:6, 0:6           |
| 3.  | 2. März 2008     | Zagreb (1) | Hartplatz (i) | Christopher Kas  | Paul Hanley Jordan Kerr                | 3:6, 6:3, [8:10]   |
| 4.  | 8. März 2009     | Zagreb (2) | Hartplatz (i) | Christopher Kas  | Martin Damm Robert Lindstedt           | 4:6, 3:6           |
| 5.  | 12. Juli 2009    | Newport    | Rasen         | Michael Kohlmann | Jordan Kerr Rajeev Ram                 | 7:66, 6:77, [10:6] |